# Повіт Івафуне
Пові́т Івафу́не (яп. 岩船郡, いわふねぐん, МФА: [iwaɸune guɴ]) — повіт в префектурі Ніїґата, Японія.